# Шиффер, Синай
Сина́й Ши́ффер (ивр.  סיני בן יקותיאל זאב שיפפער‎, нем. Sinai Schiffer;
17 ноября 1852, Наместово, Венгрия — 25 октября 1923, Карлсруэ, Баден, Германия) — венгерско-немецкий раввин в Ортодоксальной еврейской религиозной общине Карлсруэ, педагог и специалист по еврейским законам.

## Биография
Родился в семье раввина Йекутиэля Зеева Шиффера который являлся потомком знатоков Торы из северной Словакии (тогда Венгрии). После ранней смерти отца переехал в Неполомице. Ещё в раннем возрасте, его дядя Эмануэль обучил немецкому языку, и началам Торы и Талмуда. В 17 лет он поступил в ешиву в Братиславе, где был учеником известного Шмуэля Беньямина (Ксава) Сойфера и некоторое время работал в качестве учителя в Равиче. С 1872 по 1875 год учился в учебном заведении Зефат-Емет-клуба в Берлине, в том же году поступил в Берлинскую раввинскую семинарию под руководством Азриэля Гильдесхаймера. Учился до зимнего семестра 1880/81 в Берлинском университете, где изучал философию, педагогику и восточные языки. В то же время Синай Шиффер закончил Берлинскую раввинскую семинарию и прошёл Смиху (Обряд посвящения в раввины) в мае 1881 года. Вскоре после этого с 1 января 1884 года, был назначен раввином в Ганновере, а затем занял пост раввина Ортодоксальной еврейской религиозной общины в городе Карлсруэ, заменив внезапно умершего рава Габора Гойтейна. В 1884 году подготовил научное исследование по Книге Екклесиаста и получил степень доктора философии в Лейпцигском университете.
Женился в 1886 году на Пауле Эстер (урожденной Херцманн), которая была родом из Галиции. От этого брака родились три дочери: д-р философии Ципора Лейбен (р. 1887), Рёшен (Рейзл) Адлер (р. 1890), и д-р Марта Вайль. Д-р Ципора Лейбен и Рёшен (Рейзл) Адлер позже стали жертвами Холокоста.
Управлял Раввинатом, опубликовал биографии Мозеса Монтефиоре и Мозеса Мендельсона, комментарии и юридические исследования в области Галахи (еврейских законов). Занимался общественными вопросами и считался большим авторитетом среди ортодоксальных раввинов в духе Рабби Шимшона Рафаэля Гирша.
Туманным осенним утром, 25 октября 1923 года, спеша по дороге из квартиры в синагогу, был сбит трамваем, который слишком поздно заметил. Умер тем же самым вечером. На будущий день, в пятницу, был торжественно похоронен ещё до начала Шаббата на Новом кладбище еврейской общины Карлсруэ.
«Вся его жизнь была возвышенной мечтой святого человека обо всех», говорилось в некрологе. Преемником Синая Шиффера на посту раввина Ортодоксальной религиозной общины стал Авраам Михальски.
Благодаря Синаю Шифферу была создана просуществовавшая до 1938 года, Ассоциация еврейских детских садов в Карлсруэ, расположенная в отдельных помещениях Ортодоксальной синагоги на Карл-Фридрих-Штрассе,16 (Karl-Friedrich-Strasse 16) в Карлсруэ, где размещался детский сад с религиозным образованием для детей из всех слоев общества, и в соответствии с рекомендациями Марии Монтессори и Фридриха Фрёбеля.